# Платформа за життя та мир
Платформа за життя та мир (ПЗЖМ) — депутатська група у Верховній Раді України.
Заснована 21 квітня 2022 року колишніми членами проросійської політичної партії «Опозиційна платформа — За життя», яка була заборонена 19 березня 2022 року рішенням Президента України Володимира Зеленського та РНБО. Група підтримує дії уряду та президента України. 19 січня 2025 року припинила існування через застосування санкції РНБО України проти Юрія Бойка.

## Історія
Після подій Євромайдану «Партія регіонів» де-факто перестала існувати, колишні її члени заснували «Опозиційний блок».
На парламентських виборах 2014 року «Опозиційний блок» посів 4-е місце, набравши 9,43 % голосів і отримав 29 мандатів.
У листопаді 2018 року «За життя» та деякі члени партії «Опозиційного блоку» об'єдналися в «Опозиційну платформу — За життя», однак розбіжності, що виникли на ґрунті даного міжпартійного об'єднання, призвели до розколу в лавах «Опозиційного блоку» і виходу з партії «За життя» Євгена Мураєва, який створив свою власну політичну силу «Наші».
На президентських виборах 2019 року кандидат від «ОПЗЖ» Юрій Бойко посів 4 місце, отримавши підтримку 11,67 % виборців (2 206 216 голосів).
На виборах до парламенту 2019 року партія «Опозиційна платформа — За життя» отримала підтримку 13,05 % (1 908 087 голосів) за партсписками, також пройшли 6 кандидатів у мажоритарних округах. Таким чином, у Верховній Раді IX скликання партія отримала 44 місця.
Після початку вторгнення Росії в Україну основна частина «ОПЗЖ» зайняла проукраїнську позицію, хоча серед членів партії був поширений і колабораціонізм.
У березні діяльність проросійських партій, включаючи «ОПЗЖ», було припинено, а в червні заборонено рішенням суду. 14 квітня було припинено діяльність фракції «ОПЗЖ» у Верховній Раді.. 21 квітня колишні члени «ОПЗЖ» (25 осіб) створили депутатську групу «Платформа за життя та мир», її лідером став колишній співголова «ОПЗЖ» Юрій Бойко.
17 липня «ОПЗЖ» подала апеляцію на свою заборону.

## Скандали
22 липня 2025 року партія переважною більшістю (з 21 депутата 18 за, 3 відсутні) проголосувала за проєкт закону 12414, що обмежує Національне антикорупційне бюро України та Спеціалізовану антикорупційну прокуратуру. Закон викликав хвилю загальноукраїнських антикорупційних протестів.

## Позиції
До своєї заборони «ОПЗЖ» була проросійською партією.
Невідомо, чи змінилися внутрішньополітичні погляди колишніх членів ОПЗЖ після початку вторгнення, оскільки ПЗЖМ підтримує всі ініціативи влади, проте зовнішньополітичні погляди змінилися кардинально. ПЗЖМ відмовилася від євроскептицизму, нині виступаючи за європейську інтеграцію України.